# Microtatorchis longissima
Microtatorchis longissima är en orkidéart som beskrevs av Rudolf Mansfeld. Microtatorchis longissima ingår i släktet Microtatorchis och familjen orkidéer. Inga underarter finns listade i Catalogue of Life.